# Magyaria triungulata
Magyaria triungulata är en kvalsterart som beskrevs av Sandór Mahunka 1988. Magyaria triungulata ingår i släktet Magyaria och familjen Haplozetidae. Inga underarter finns listade i Catalogue of Life.